# Cabreros del Río
Cet article possède un paronyme, voir Cabrero.
Cabreros del Río est une commune d'Espagne dans la province de León, communauté autonome de Castille-et-León. Elle s'étend sur 24,77 km2 et comptait environ 461 habitants en 2011.